# Эмма Дин (кратер)
Эмма Дин (англ. Emma Dean) — небольшой марсианский ударный кратер, расположенный на плато Меридиана. Марсоход «Оппортьюнити» изучал его с 4 по 17 сентября 2006 года (929 по 943 сол). Гораздо больший по размерам кратер Виктория находится примерно в 100 м к востоку от него. Кратер назван в честь Эммы Дин, управлявшей одним из нескольких кораблей, в экспедиции Джона Уэсли Пауэлла к Гранд-Каньону.

Панорама кратера Эмма Дин, снятая «Оппортьюнити» 9 сентября 2006 года (934 сол)

## Кратеры посещенные марсоходомОппортьюнити
- Санта-Мария
- Арго
- Выносливость
- Бигль
- Игл
- Виктория
- Натуралист
- Индевор
- Эребус
- Восток
- Фрам